# HMMWV

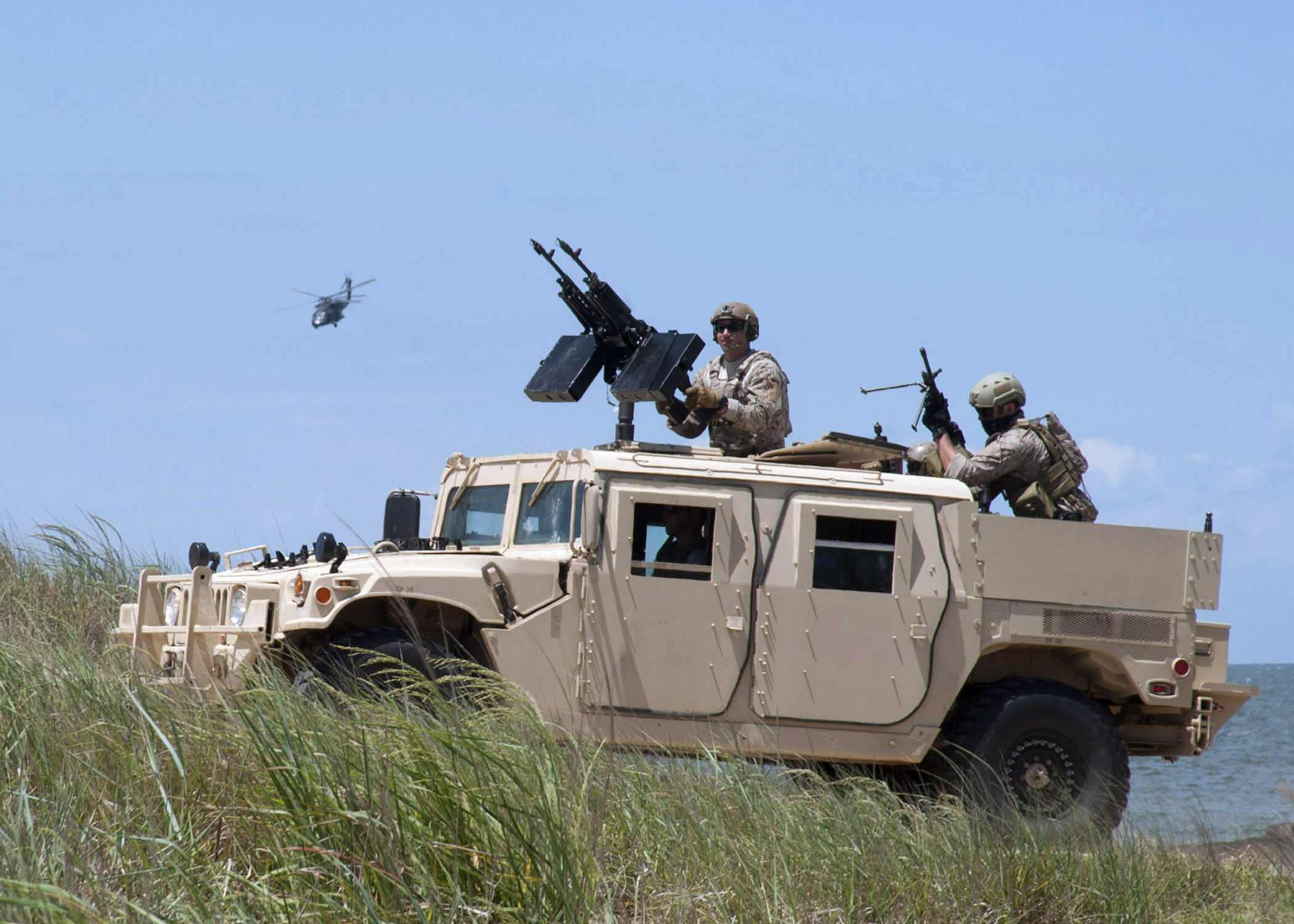
Um Humvee dos Navy SEALs americanos.

O High Mobility Multipurpose Wheeled Vehicle (sigla HMMWV, coloquialmente chamado de Humvee), que em português significa Veículo Automóvel Multifunção de Alta Mobilidade é um veículo utilitário militar desenvolvido pela AM General que oferece um grande tempo de vida, muito utilizado nos Estados Unidos e outros países e organizações.
Nas Forças Armadas dos Estados Unidos existem, pelo menos, 18 variantes do HMMWV ao serviço. O HMMWV serve como transporte de carga/tropas, plataforma de artilharia, ambulância (4-8 transportados), transporte de obuses, plataforma de mísseis terra-ar M-1097 Avenger, mísseis TOW, suporte aéreo, entre outras funções.
Seu uso no Iraque e no Afeganistão obrigou a adaptação de blindagens extras ao exterior e interior do veículo, deixando-o mais adequado às operações em ambientes em que explosões de artefatos improvisados (IEDs) e disparos próximos de granadas com propulsão por foguete (RPG) são frequentes.
O HMMWV inspirou a criação de uma versão civil, o Hummer.
Em 2019, através do programa JLTV, o Oshkosh L-ATV foi escolhido como o novo veículo utilitário tático das forças armadas dos Estados Unidos.

## Países operadores

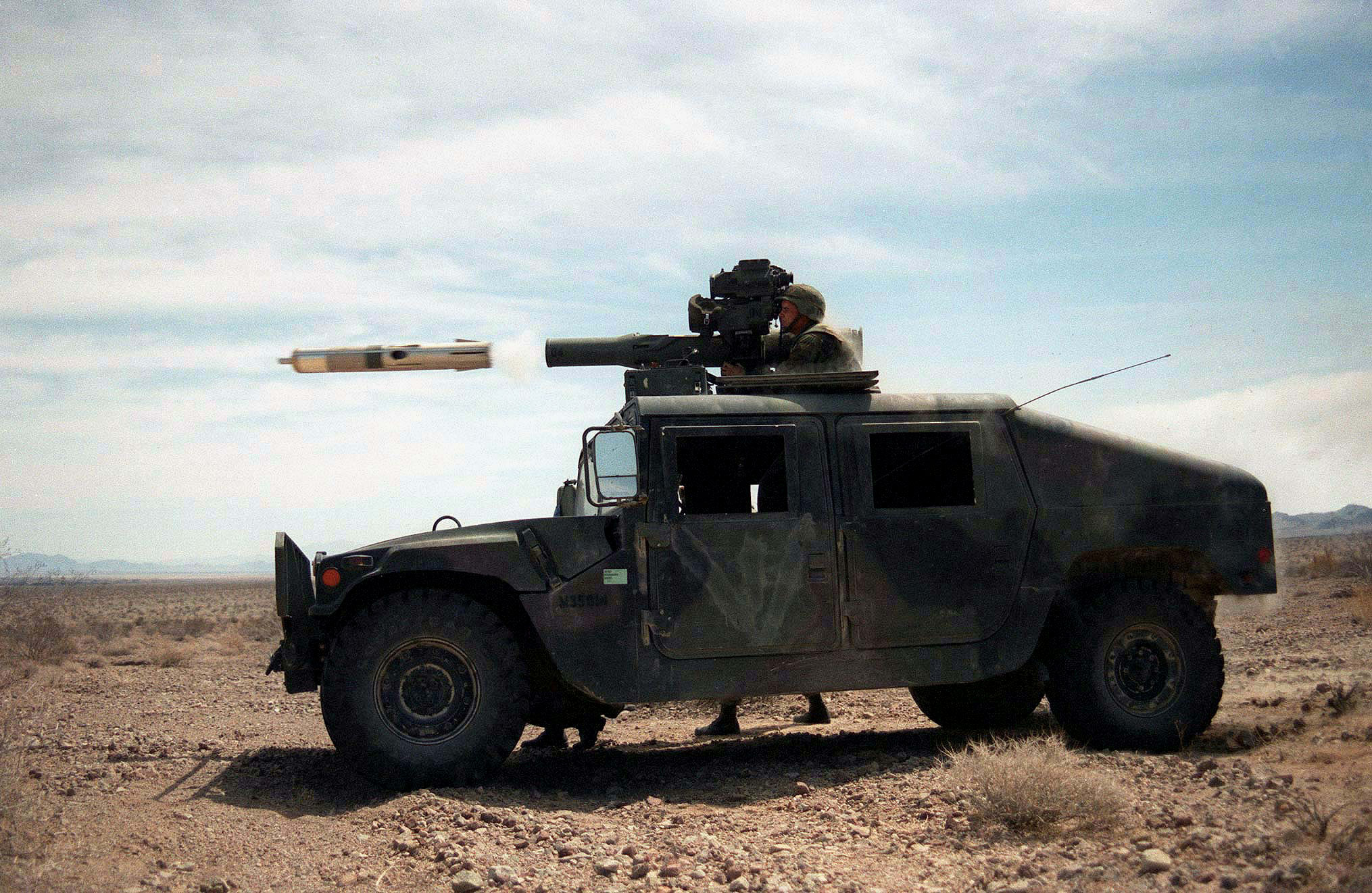
Um HMMWV em pleno disparo de um míssil TOW.

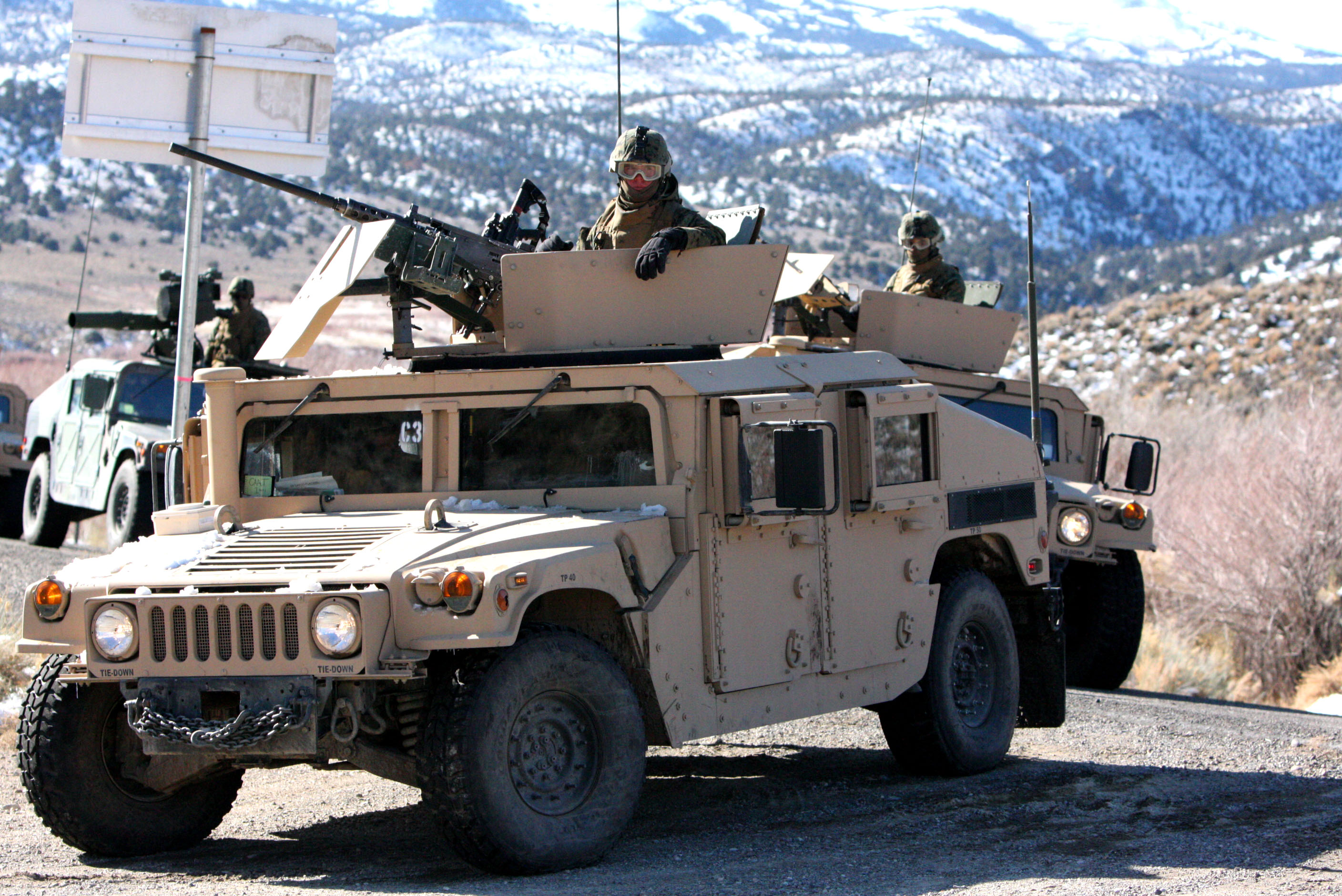
Humvees do Corpo de Fuzileiros Navais dos Estados Unidos.

Além dos Estados Unidos e Canadá, o HMMWV é usado pelos seguintes países:
| - Afeganistão (3 000+) - Albânia (300+) - Argélia (200+) - Arábia Saudita - Argentina (24) - Bósnia e Herzegovina - Chile - Colômbia (400+) - Croácia - Chéquia - Dinamarca (30) - Equador - Egito (3 890+) - Eslováquia - Eslovênia (30) | - Espanha - Geórgia - Grécia (500+) - Irão (10-20) - Iraque (3 961+) - Israel (2 000+) - Letônia - Líbano (285) - Lituânia - Luxemburgo - Macedônia do Norte (56) - México (3,638+) - Marrocos (6500) - Nova Zelândia - Panamá (7) | - Filipinas (300) - Polónia (217) - Portugal (48) - Roménia - China - República Dominicana - Sérvia (50) - Taiwan (2 000-2 500) - Tailândia - Turquia - Ucrânia (342) - Venezuela - Zimbabwe |